# Wolfskehlen
Wolfskehlen ist der nördlichste Stadtteil von Riedstadt im südhessischen Kreis Groß-Gerau.

## Geographie
Nördlich an die Wolfskehlener Gemarkung schließt sich der Groß-Gerauer Stadtteil Dornheim an, östlich die Stadt Griesheim im Kreis Darmstadt-Dieburg, im Süden der Riedstädter Stadtteil Goddelau und westlich Leeheim, ebenfalls ein Stadtteil Riedstadts.

## Geschichte

### Mittelalter
1002 wurde Wolfskehlen in einer Urkunde erwähnt, mit der König Heinrich II. Bischof Burchard von Worms die Rechte im Forst Forehahi verlieh. In den folgenden Jahrhunderten wurde der Ortsnamen unter anderem in folgenden Schreibweisen wiedergegeben: „Wolveskele“ (1252), „Woluiskelen“ (1312), „Wolffkeln“ (1344), „Wlffßkellen“ (1458), „Wolskeel“ (1579) und „Wolffskehln“ (1613).
Im Bereich des Ortes entstanden im 12. und 13. Jahrhundert zwei Burgen. Die Burg Alt-Wolfskehlen wurde vom Begründer des Geschlechts Ger(h)ardus von Wolfskehlen erbaut und bestand etwa bis zur Mitte des 16. Jahrhunderts. Die Burg Neu-Wolfskehlen errichteten drei seiner jüngeren Söhne als Ganerbenburg. Sie wurde 1252 an den Erzbischof von Mainz verkauft und schon 1301 zerstört.
Barbara von Wolfskehlen (1501–1545) (wohl die Tochter Hans von Wolfskehlen, Letzter seines Geschlechts) deren Mutter bereits aus dem Geschlecht der Freiherren von Gemmingen entstammte, heiratete im Jahr 1518 Eberhard von Gemmingen zu Bürg, wodurch die Familie von Gemmingen in den Besitz des Patronatsrechts der Kirche in Wolfskehlen kam und dort die Reformation einführte.
Die Rechte der Familie Wolfskehlen sowie weitere Rechte, die dort die Herren von Cronberg hatten, kauften im Laufe des 14. und 15. Jahrhunderts die Grafen von Katzenelnbogen auf und ordneten sie ihrem Amt Dornberg zu. 1457 heiratete Anna von Katzenelnbogen, Erbtochter Philipps des Älteren, Landgraf Heinrich III. von Hessen. Mit dem Tod Philipps 1479 fiel die Grafschaft Katzenelnbogen – und damit auch Wolfskehlen – an die Landgrafschaft Hessen.

### Frühe Neuzeit
Bei der Teilung der Landgrafschaft Hessen unter den Erben des Landgrafen Philipp I. von Hessen 1567 gelangte Wolfskehlen an die Landgrafschaft Hessen-Darmstadt.
Deren erster Regent, Landgraf Georg I., erwarb 1579 in einem Tauschgeschäft mit Kurmainz dessen verbliebene Rechte in Wolfskehlen. Georg I. veranlasste auch, dass die von seinem Kanzler, Johann Kleinschmidt, zusammengestellte Sammlung Landrecht der Obergrafschaft Katzenelnbogen dort rechtsverbindlich wurde. Sie galt in Wolfskehlen als Partikularrecht, subsidiär ergänzt durch das Gemeine Recht, bis ans Ende des 19. Jahrhunderts. Erst das Bürgerliche Gesetzbuch, das einheitlich im ganzen Deutschen Reich galt, setzte zum 1. Januar 1900 das alte Partikularrecht außer Kraft.
Durch die Folgen des Dreißigjährigen Kriegs und die Pest starben fast alle Bewohner von Wolfskehlen. Erst im 18. Jahrhundert begann der Wiederaufbau.

### Neuzeit
Die Statistisch-topographisch-historische Beschreibung des Großherzogthums Hessen berichtet 1829 über Wolfskehlen:

„Wolfskehlen (L. Bez. Dornberg) luth. Pfarrdorf; liegt 1 1⁄4 St. von Dornberg zwischen dem Rhein und dem Landbach und besteht aus 126 Häusern mit 833 Einw., die außer 2 Kath. und 1 Reform., 5 Mennoniten und 34 Juden lutherisch sind. Man findet eine schöne Kirche, eine sehr gut eingerichtete Industrieschule, ein bedeutendes Lager von Borden aller Art und Torfgräbereien, in welchen seit 1823 ein guter Torf gestochen wird. Nicht uninteressant ist im Hainfeld ein Hügel, der Herrnhölzerberg genannt, der durch einen verfallenen Graben vom sogenannten Vorhof getrennt wird. Auf diesem Hügel, der für römisch gehalten wird (römische Münzen wurden in diesem Felde schon gefunden) wurde früher ein Jahrgedächtniß gehalten. – Das Dorf, so wie der Pfarrsatz gehörte den Herrn von Wolfskehlen, deren Schloß an der Stelle stand, die jetzo noch die Hofstätte genannt wird. Die Cent Erfelden (gewöhnlich zum Holengalgen genannt), besaßen die Herrn von Wolfskehlen als ein katzenellenbogensches Lehen. Diese Familie, die 1368 und 1441 ihre Centgerichtsbarkeit und andere Güter nach und nach an die Grafen von Katzenellenbogen verkaufte, verlor sich endlich ganz aus der Gegend. Die der von Cronbergischen Familie hier zugestandene Güter und Gefälle erkaufte 1447 Graf Philipp von Katzenellenbogen, so wie Landgraf Georg I. im Jahr 1579 die mainzischen Rechte hier und in Stockstadt gegen die seinigen in Astheim und Dudenhofen eintauschte. Vor der Reformation hatte Wolfskehlen 3 Altäre, wovon aber nur 2 bepfründet waren. Im Dreißigjährigen Krieg 1644 wurde das Dorf ganz abgebrannt.“

1869 erhielt Wolfskehlen den ersten Bahnanschluss als die Riedbahn von Darmstadt über Goddelau nach Worms eröffnet wurde. 1879 erhielt Wolfskehlen einen zweiten Bahnanschluss, als dort der Streckenabschnitt von Goddelau nach Frankfurt-Goldstein der Bahnstrecke Mannheim–Frankfurt am Main in Betrieb ging. Ab da wandelte sich die bis dahin rein landwirtschaftlich geprägten Dorfstruktur. Nach dem Zweiten Weltkrieg nahm der Ort ca. 800 Heimatvertriebene und Flüchtlinge auf.

### Gerichte und Verwaltung

#### Amts-System vor 1821
In Mittelalter und Früher Neuzeit waren auf unterster Ebene die Funktionen von Verwaltung und Rechtsprechung im „Amt“ vereinigt, so auch im Amt Dornberg, das bis 1821 bestand und zu dem Wolfskehlen gehörte.
1806 wurde die Landgrafschaft Hessen-Darmstadt zum Großherzogtum Hessen. Hier lag Wolfskehlen in der Provinz Starkenburg. Im Zuge der Verwaltungsreform von 1821 wurden die alten Ämter aufgelöst, für die Verwaltungsaufgaben auf der unteren Ebene Landratsbezirke und für die erstinstanzliche Rechtsprechung Landgerichte geschaffen.

#### Verwaltung nach 1821
Für die übergeordnete Verwaltung in Wolfskehlen war nun der Landratsbezirk Dornberg zuständig. 1832 wurden die Verwaltungseinheiten im Großherzogtum weiter vergrößert und Kreise geschaffen. Dadurch gelangte Wolfskehlen in den Kreis Groß-Gerau. Die Provinzen, die Kreise und die Landratsbezirke des Großherzogtums wurden am 31. Juli 1848 abgeschafft und durch Regierungsbezirke ersetzt, was jedoch bereits am 12. Mai 1852 wieder rückgängig gemacht wurde. Dadurch gehörte Wolfskehlen zwischen 1848 und 1852 zum Regierungsbezirk Darmstadt, bevor wieder der Kreis Groß-Gerau für die übergeordnete Verwaltung zuständig war. Dort verblieb der Ort durch alle weiteren Verwaltungsreformen bis heute.
Im Zuge der Gebietsreform in Hessen schloss sich Wolfskehlen mit der Nachbargemeinde Goddelau am 1. Juli 1973 freiwillig zur neuen Gemeinde Goddelau-Wolfskehlen zusammen, bevor am 1. Januar 1977 kraft Landesgesetz der Zusammenschluss mit den Nachbargemeinden Crumstadt, Erfelden und Leeheim zur neuen Gemeinde Riedstadt erfolgte. Seitdem ist Goddelau größter Ortsteil und Sitz der Verwaltung von Riedstadt. Ortsbezirke nach der Hessischen Gemeindeordnung wurden nicht errichtet.

#### Gerichtsreformen
In der Landgrafschaft Hessen-Darmstadt wurde mit Ausführungsverordnung vom 9. Dezember 1803 das Gerichtswesen der beiden oberen Instanzen neu organisiert. Die Ämter blieben die erste Instanz der Rechtsprechung in Zivilsachen. Für das Fürstentum Starkenburg wurde das „Hofgericht Darmstadt“ als Gericht der zweiten Instanz für Zivilsachen eingerichtet. Zuständig war es erstinstanzlich auch für standesherrliche Familienrechtssachen und Strafsachen. Ihm übergeordnet war das Oberappellationsgericht Darmstadt.
Mit der Verwaltungsreform von 1821 wurden im Großherzogtum Hessen auch auf unterster Ebene Gerichte geschaffen, die von der Verwaltung unabhängig waren. Für Wolfskehlen war nun das Landgericht Großgerau zuständig. Mit der Reichsjustizreform und Wirkung vom 1. Oktober 1879 wurde es vom Amtsgericht Groß-Gerau ersetzt.

### Verwaltungsgeschichte im Überblick
Die folgende Liste zeigt die Staaten und Verwaltungseinheiten, denen Wolfskehlen angehört(e):
- Mittelalter: Heiliges Römisches Reich, Herrschaft Wolfskehlen
- vor 1479: Heiliges Römisches Reich, Grafschaft Katzenelnbogen, Obergrafschaft Katzenelnbogen, Amt Dornberg
- ab 1479: Heiliges Römisches Reich, Landgrafschaft Hessen (durch Erbfall), Obergrafschaft Katzenelnbogen, Amt Dornberg
- ab 1567: Heiliges Römisches Reich, Landgrafschaft Hessen-Darmstadt, Obergrafschaft Katzenelnbogen, Amt Dornberg (Centgericht bis 1579 bei Kurmainz)
- ab 1803: Heiliges Römisches Reich, Landgrafschaft Hessen-Darmstadt, Fürstentum Starkenburg, Amt Dornberg
- ab 1806: Großherzogtum Hessen,[Anm. 2] Fürstentum Starkenburg, Amt Dornberg[13]
- ab 1815: Großherzogtum Hessen[Anm. 3], Provinz Starkenburg, Amt Dornberg
- ab 1821: Großherzogtum Hessen, Provinz Starkenburg, Landratsbezirk Dornberg[Anm. 4]
- ab 1832: Großherzogtum Hessen, Provinz Starkenburg, Kreis Groß-Gerau
- ab 1848: Großherzogtum Hessen, Regierungsbezirk Darmstadt
- ab 1852: Großherzogtum Hessen, Provinz Starkenburg, Kreis Groß-Gerau
- ab 1871: Deutsches Reich, Großherzogtum Hessen, Provinz Starkenburg, Kreis Groß-Gerau
- ab 1918: Deutsches Reich (Weimarer Republik), Volksstaat Hessen, Provinz Starkenburg, Kreis Groß-Gerau
- ab 1938: Deutsches Reich, Volksstaat Hessen, Landkreis Groß-Gerau[14][Anm. 5]
- ab 1945: Amerikanische Besatzungszone,[Anm. 6] Groß-Hessen, Regierungsbezirk Darmstadt, Landkreis Groß-Gerau
- ab 1946: Amerikanische Besatzungszone, Land Hessen, Regierungsbezirk Darmstadt, Landkreis Groß-Gerau
- ab 1949: Bundesrepublik Deutschland, Land Hessen, Regierungsbezirk Darmstadt, Landkreis Groß-Gerau
- ab 1973: Bundesrepublik Deutschland, Hessen, Regierungsbezirk Darmstadt, Kreis Groß-Gerau; Gemeinde Goddelau-Wolfskehlen[Anm. 7]
- ab 1977: Bundesrepublik Deutschland, Hessen, Regierungsbezirk Darmstadt, Kreis Groß-Gerau; Gemeinde Riedstadt[Anm. 8]

### Einwohnerentwicklung
| • 1629: | 136 Hausgesesse            |
| • 1806: | 700 Einwohner, 112 Häuser  |
| • 1829: | 833 Einwohner, 126 Häuser  |
| • 1867: | 1014 Einwohner, 149 Häuser |

| Wolfskehlen: Einwohnerzahlen von 1791 bis 2018 | Wolfskehlen: Einwohnerzahlen von 1791 bis 2018 | Wolfskehlen: Einwohnerzahlen von 1791 bis 2018 | Wolfskehlen: Einwohnerzahlen von 1791 bis 2018 | Wolfskehlen: Einwohnerzahlen von 1791 bis 2018 |
| --- | ---------------------------------------------- | ---------------------------------------------- | ---------------------------------------------- | ---------------------------------------------- |
| Jahr |                                                |                                                |                                                | Einwohner                                      |
| 1791 | 1791                                           |                                                | 528                                            | 528                                            |
| 1800 | 1800                                           |                                                | 677                                            | 677                                            |
| 1806 | 1806                                           |                                                | 700                                            | 700                                            |
| 1829 | 1829                                           |                                                | 833                                            | 833                                            |
| 1834 | 1834                                           |                                                | 840                                            | 840                                            |
| 1840 | 1840                                           |                                                | 939                                            | 939                                            |
| 1846 | 1846                                           |                                                | 1.065                                          | 1.065                                          |
| 1852 | 1852                                           |                                                | 1.176                                          | 1.176                                          |
| 1858 | 1858                                           |                                                | 1.062                                          | 1.062                                          |
| 1864 | 1864                                           |                                                | 1.051                                          | 1.051                                          |
| 1871 | 1871                                           |                                                | 1.030                                          | 1.030                                          |
| 1875 | 1875                                           |                                                | 1.099                                          | 1.099                                          |
| 1885 | 1885                                           |                                                | 1.068                                          | 1.068                                          |
| 1895 | 1895                                           |                                                | 1.054                                          | 1.054                                          |
| 1905 | 1905                                           |                                                | 1.139                                          | 1.139                                          |
| 1910 | 1910                                           |                                                | 1.223                                          | 1.223                                          |
| 1925 | 1925                                           |                                                | 1.251                                          | 1.251                                          |
| 1939 | 1939                                           |                                                | 1.353                                          | 1.353                                          |
| 1946 | 1946                                           |                                                | 1.899                                          | 1.899                                          |
| 1950 | 1950                                           |                                                | 2.046                                          | 2.046                                          |
| 1956 | 1956                                           |                                                | 2.112                                          | 2.112                                          |
| 1961 | 1961                                           |                                                | 2.145                                          | 2.145                                          |
| 1967 | 1967                                           |                                                | 2.544                                          | 2.544                                          |
| 1970 | 1970                                           |                                                | 2.574                                          | 2.574                                          |
| 1980 | 1980                                           |                                                | ?                                              | ?                                              |
| 1990 | 1990                                           |                                                | ?                                              | ?                                              |
| 2001 | 2001                                           |                                                | 4.293                                          | 4.293                                          |
| 2011 | 2011                                           |                                                | 4.035                                          | 4.035                                          |
| 2015 | 2015                                           |                                                | 4.112                                          | 4.112                                          |
| 2018 | 2018                                           |                                                | 4.126                                          | 4.126                                          |
| Datenquelle: Historisches Gemeindeverzeichnis für Hessen: Die Bevölkerung der Gemeinden 1834 bis 1967. Wiesbaden: Hessisches Statistisches Landesamt, 1968. Weitere Quellen: LAGIS; 1794; 1800; nach 1970: Stadt Riedstadt: (webarchiv); Zensus 2011 |                                                |                                                |                                                |                                                |

### Religionszugehörigkeit
| • 1829: | 794 lutheranische (= 95,32 %), ein reformierter (= 0,12 %), 5 mennonitische (= 0,60 %), 34 jüdische (= 4,08 %) und 2 katholische (= 0,24 %) Einwohner |
| • 1961: | 1675 evangelische (= 78,09 %), 450 (= 20,98 %) römisch-katholische Einwohner                                                                          |

## Wappen
| | Blasonierung: „In Rot ein steigender, blau bewehrter silberner Wolf, der von einer schräglinken silbernen Wolfsangel durchbohrt ist.“ |
| Wappenbegründung: Dieses Bild steht in dem um 1600 entstandenen, erstmals 1625 nachweisbaren Gerichtssiegel, während ein späteres Siegel in weitergehender Symbolisierung des Begriffs „Wolf“ nur eine von zwei Sternen begleitete Wolfsangel enthält. Die blaue Bewehrung spielt auf den Löwen der Grafen von Katzenelnbogen an, die im 14. und 15. Jahrhundert die Rechte im Dorf der Herren von Wolfskehlen, die hier ihren Stammsitz hatten, und das Centgericht erwarben. Durch Silber und Rot wird ein Hinweis auf Hessen erzielt, da der Landgraf 1479 das Erbe der Katzenelnbogener antrat und seitdem Wolfskehlen hessisch blieb. Das Wappen wurde 1927 durch das Ministerium des Innern des Volksstaats Hessen verliehen. | |

## Kultur und Sehenswürdigkeiten
- 2016 hat Wolfskehlen an der alle 2 Jahre stattfindenden Aktion „Der Kreis rollt“ teilgenommen. Viele Vereine und Institutionen beteiligten sich mit Ständen und Ausstellungen.[22][23]

## Naturdenkmale
Mit den beiden Objekten Nr. 048 Eiche auf dem Kirchplatz und 065 Linde „Am alten Bahnhof“ hat Wolfskehlen zwei eingetragene Naturdenkmale.

## Verkehr

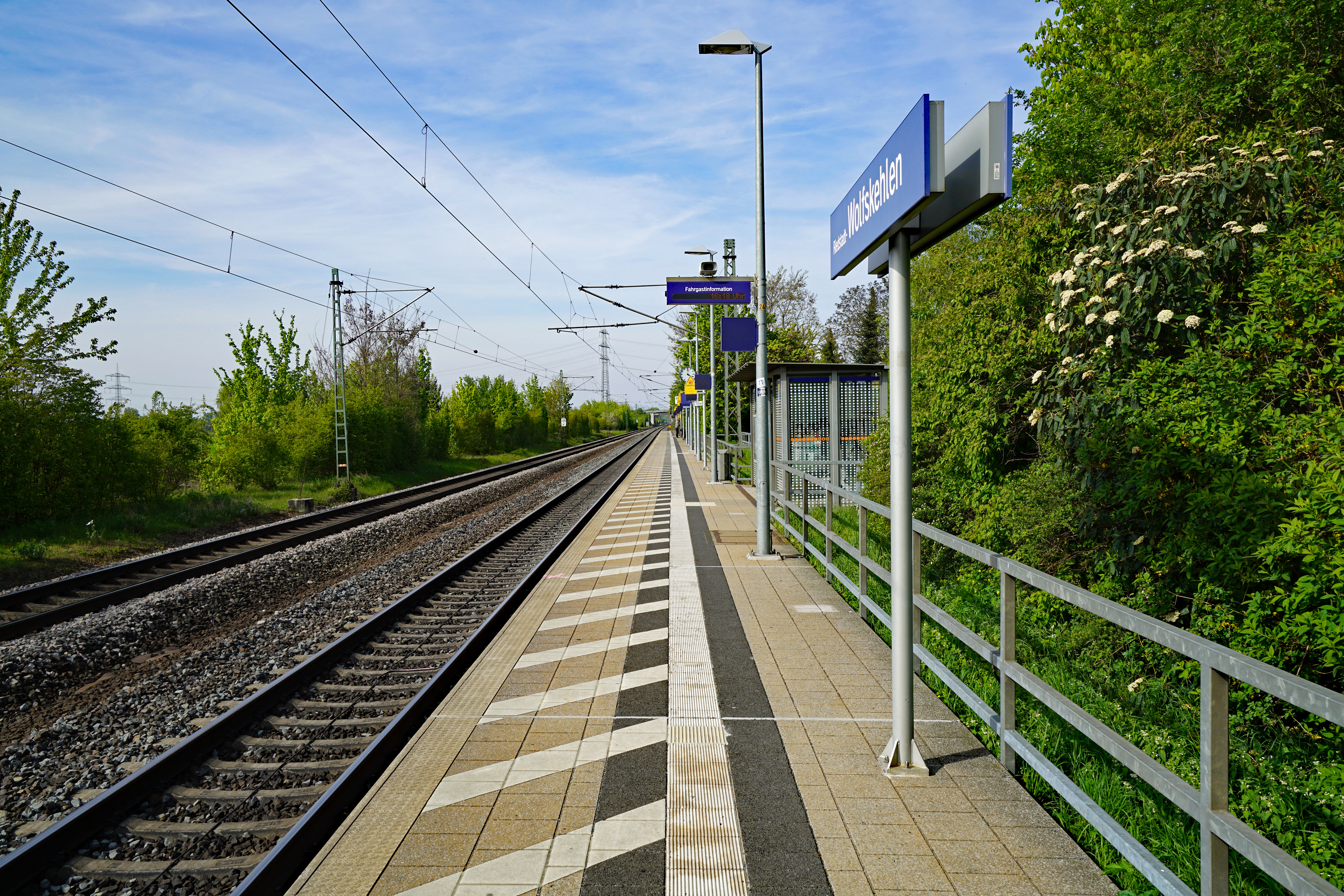
Haltepunkt Riedstadt-Wolfskehlen an der Riedbahn

Der Haltepunkt Riedstadt-Wolfskehlen liegt an der Bahnstrecke Mannheim–Frankfurt am Main („Riedbahn“) und wird von der Linie S7 der S-Bahn Rhein-Main bedient.
| Linie | Verlauf | Takt                                                         |
| ----- | --- | ------------------------------------------------------------ |
| S7    | Riedstadt-Goddelau – Riedstadt-Wolfskehlen – Groß Gerau-Dornheim – Groß Gerau-Dornberg – Mörfelden – Walldorf (Hess) – Zeppelinheim – Frankfurt am Main Stadion – Frankfurt-Niederrad – Frankfurt (Main) Hbf | 21/39 min (Riedstadt–Frankfurt) 30 min (Frankfurt–Riedstadt) |
| RE 70 | Main-Neckar-Ried-Express: Frankfurt (Main) Hbf – Frankfurt-Niederrad – Frankfurt am Main Stadion – Zeppelinheim – Walldorf (Hessen) – Mörfelden – Groß Gerau-Dornberg – Groß Gerau-Dornheim – Riedstadt-Wolfskehlen – Riedstadt-Goddelau – Stockstadt (Rhein) – Biebesheim – Gernsheim – Groß-Rohrheim – Biblis – Bobstadt – Bürstadt – Lampertheim – Mannheim-Waldhof – Mannheim-Luzenberg – Mannheim-Neckarstadt – Mannheim-Handelshafen – Mannheim Hbf Stand: Fahrplanwechsel Dezember 2021 | einzelne Züge                                                |

Der ehemalige Bahnhof Wolfskehlen lag an der Bahnstrecke Darmstadt–Worms. Zum 1. August 1926 wurde dort der Güterverkehr eingestellt.
Wolfskehlen liegt an der Bundesstraße 44 Mannheim-Frankfurt und an der Bundesstraße 26, die von Aschaffenburg über Darmstadt durch Griesheim nach Oppenheim führt.

## Persönlichkeiten
Geboren in Wolfskehlen
- Hans Wilhelm Hoffmann (1754–1813), Jurist und Leiter des Kriegskollegiums
- Paul Appel (1896–1971), Pädagoge, Lyriker und Essayist
- Paul Dehlinger (1896–1965), Politiker (CDU)
- Willi Blodt (1929–2022), Politiker (SPD)
- Guenther Roth (1931–2019), deutsch-US-amerikanischer Soziologe
- Ruth Wagner (* 1940), Politikerin (FDP)